# 交響曲第5番 (ベートーヴェン)
交響曲第5番 ハ短調 作品67（こうきょうきょくだい5ばん ハたんちょう さくひん67）は、ベートーヴェンの作曲した5番目の交響曲である。「運命」という通称でも知られ、クラシック音楽の中でも最も有名な曲の1つである。

## 概要
ロマン・ロランの評するいわゆる「傑作の森」の一角をなす作品である。この作曲家の作品中でも形式美・構成力において非常に高い評価を得ており、ベートーヴェンの創作活動の頂点のひとつと考えられている。ベートーヴェンの交響曲の中でも最も緻密に設計された作品であり、その主題展開の技法や「暗から明へ」というドラマティックな楽曲構成は後世の作曲家に模範とされた。なおピアノソナタ第23番『熱情』などが、主題や構成の面から関連作品と考えられている。

## 『運命』という名称
本交響曲は、日本では『運命』、ドイツ語圏では『運命交響曲 (Schicksalssinfonie)』という名称で知られているが、これは通称であってベートーヴェン自身による正式な命名ではない。
この通称は、ベートーヴェンの秘書アントン・シンドラーの「冒頭の4つの音は何を示すのか」という質問に対し「このように運命は扉をたたく」とベートーヴェンが答えた（後述）ことに由来するとされる。しかし、シンドラーはベートーヴェンの「会話帳」の内容を改竄（かいざん）していたことが明らかになっており、信憑性に問題がある。またベートーヴェンの弟子だったカール・チェルニーはこの冒頭について「ベートーヴェンがプラーター公園を散歩中に聞いたキアオジという鳥の鳴き声から発想を得た」と述べている。
このように学術的な妥当性は欠くものの、日本では現在でも積極的に『運命』の名称が用いられており、一般的にも「交響曲第5番」より通じると言える。日本国外においても同様の通称は存在するが、日本のように積極的に用いられてはいない。たとえばCD のジャケットに「交響曲第5番『運命』」と必ず書かれているのが日本なら、日本国外では通常「交響曲第5番」とだけ書かれている。
ラフマニノフは『運命』(Судьба op. 21-1) という歌曲を作曲しており（セルゲイ・ラフマニノフの作品一覧#歌曲参照）、ベートーヴェンの交響曲第5番の冒頭の動機（原曲は長3度）が、短3度、長3度、長6度などに変化して繰り返し引用される。
こうした事例は本作に限ったものではなく、他の作品にもある。詳細は「交響曲#交響曲の番号」、「交響曲の副題」を参照のこと。

## 作曲の経緯

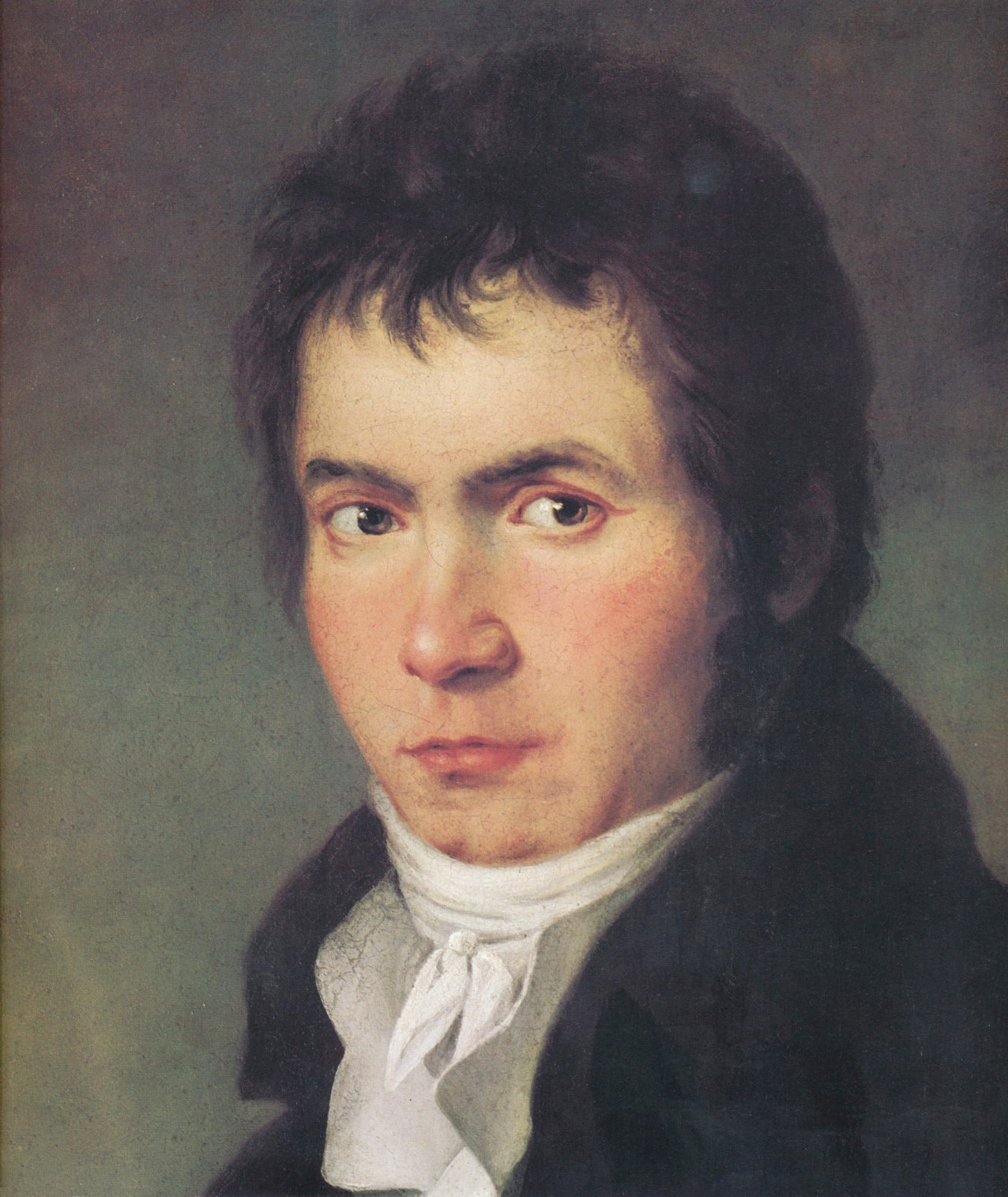
第5交響曲の作曲に着手した頃のベートーヴェン

交響曲第3番『英雄』完成直後の1804年頃にスケッチが開始されたが、まず先に交響曲第4番の完成が優先され、第5番はより念入りにあたためられることになった。そのほか、オペラ『フィデリオ』、ピアノソナタ第23番『熱情』、ラズモフスキー弦楽四重奏曲、ヴァイオリン協奏曲、ピアノ協奏曲第4番などを作曲した後、1807年から1808年にかけて、交響曲第6番『田園』と並行して作曲された。
ロマン派的な標題音楽の先駆けとも言われる第6番とは対照的に、交響曲第5番では極限まで絶対音楽の可能性が追求された。この2つの交響曲はロプコヴィッツ侯爵とラズモフスキー伯爵に併せて献呈された。
楽譜の初版は1809年4月にブライトコプフ・ウント・ヘルテル社より出版された。同年中の増刷においても若干の修正が加えられた。

## 初演

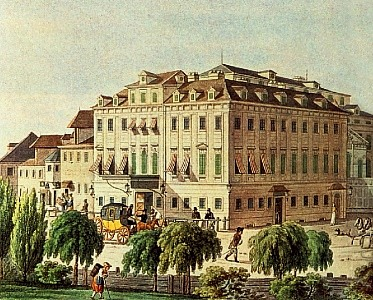
当楽曲などの初演会場となったアン・デア・ウィーン劇場

1808年12月22日、オーストリア・ウィーンのアン・デア・ウィーン劇場にて「交響曲第6番」として初演。現在の第6番『田園』は、同じ演奏会で第5番として初演された。
初演時のプログラムは以下の通りであった。
- 交響曲第5番ヘ長調『田園』（注：現在の第6番）
- アリア "Ah, perfido"（作品65）
- ミサ曲ハ長調（作品86）より、グロリア
- ピアノ協奏曲第4番
- （休憩）
- 交響曲第6番ハ短調（注：現在の第5番）
- ミサ曲ハ長調より、サンクトゥスとベネディクトゥス
- 合唱幻想曲

この演奏会の記録によると、当日は「暖房もない劇場で、少数の観客が寒さに耐えながら演奏を聴いていた」とされている。
コンサートのプログラムは交響曲を2曲、ピアノ協奏曲、合唱幻想曲、全体で4時間を越えるという非常に長いものであって、聴衆や演奏家の体力も大きく消耗したこともあり成功しなかった。さらに、第1部で演奏されるはずであったアリアは、出演予定歌手が演奏会当日に急遽出演できなくなり、代わりの歌手が緊張のあまり歌えなくなって割愛された。また第2部のフィナーレを飾る合唱幻想曲も演奏途中で混乱して演奏を始めからやり直すという不手際もありコンサートは完全な失敗に終わっている。

## 評価と影響
交響曲第5番は初演こそ失敗に終わったが、評価はすぐに高まり多くのオーケストラのレパートリーとして確立されていった。また、後世の作曲家にも大きな影響を与え、ヨハネス・ブラームス（交響曲第1番で顕著）やピョートル・チャイコフスキー（交響曲第4番、第5番で顕著）といった形式美を重んじる古典主義的な作曲家ばかりでなく、エクトル・ベルリオーズやアントン・ブルックナー、グスタフ・マーラーのような作曲家も多大な影響を受けている。
ベートーヴェン以降は「第5」という数字は作曲家にとって非常に重要な意味を持つ番号となり、後世の交響曲作曲家はこぞって第5交響曲に傑作を残している。とりわけブルックナー、チャイコフスキー、マーラー、シベリウス、ショスタコーヴィチ、プロコフィエフ、ヴォーン・ウィリアムズのものは特に有名であり名作として知られている。

## 楽器編成
| 木管 | 木管                            | 金管 | 金管                                        | 打    | 打  | 弦   | 弦 |
| ---- | ------------------------------- | ---- | ------------------------------------------- | ----- | --- | ---- | -- |
| Fl.  | 2, Fl.picc. 1 (第4楽章)         | Hr.  | 2 (第1、第3楽章はEs管2、第2、第4楽章はC管2) | Timp. | ●   | Vn.1 | ●  |
| Ob.  | 2                               | Trp. | 2 (C管)                                     | 他    |     | Vn.2 | ●  |
| Cl.  | 2 (第1～第3楽章B管、第4楽章C管) | Trb. | 3 (アルト、テノール、バス各1、第4楽章のみ)  | 他    | Va. | ●    |    |
| Fg.  | 2, Cfg. 1 (第4楽章)             | 他   |                                             | 他    | Vc. | ●    |    |
| 他   |                                 | 他   | Cb.                                         | 他    | ●   |      |    |

ベートーヴェンは交響曲第5番で、史上初めて交響曲にピッコロ、コントラファゴット、トロンボーンを導入した。当時の管弦楽では「珍しい楽器」だったこれらの楽器がやがて管弦楽の定席を占めるようになったことを考えると、後の管弦楽法に与えた影響ははかり知れず、この点においても非常に興味深い作品であるといえる。
自筆譜の最初のページにはBASSIと書かれたパートが、BASSOに訂正されている。これはヴィオローネではなく、コントラバスを指定したことを示す。当時の調弦はC-G-Dの三弦であり、初演に加わったドメニコ・ドラゴネッティの名人芸抜きには、この作品は成立しなかったといっても良いだろう。

## 曲の構成
交響曲の定型通り、4つの楽章で構成されている。演奏時間は約30分。
「暗から明へ」という構成をとり、激しい葛藤を描いた第1楽章から瞑想的な第2楽章、第3楽章の不気味なスケルツォを経て、第4楽章で歓喜が解き放たれるような曲想上の構成をとっている。

### 第1楽章 Allegro con brio

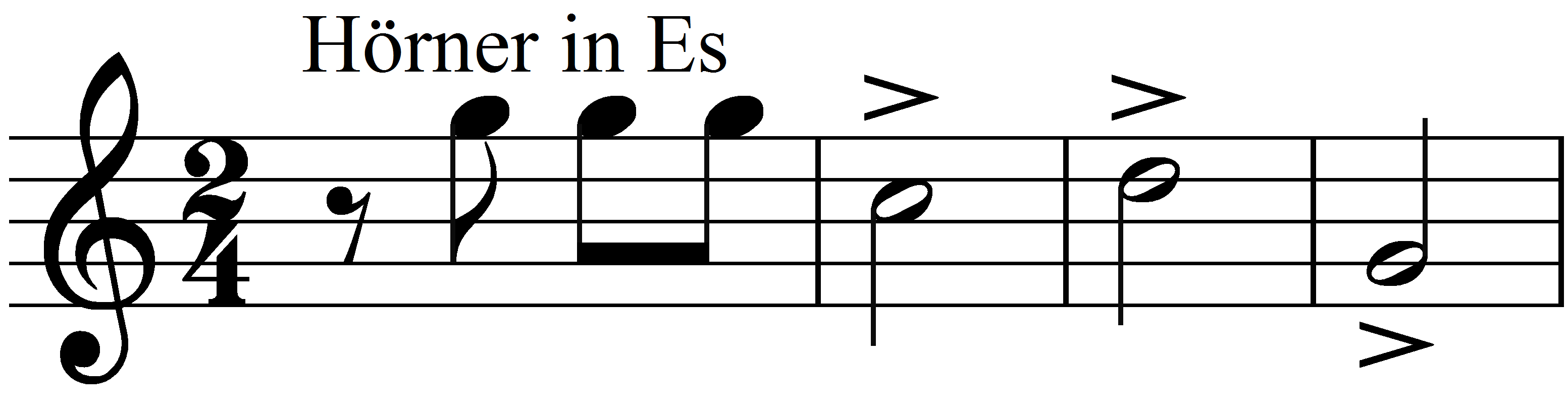
第2主題提示の直前に据えられている、ホルンによる旋律。第1主題から第2主題へのスムースな橋渡しと、これら両主題の統制──という2つの役割を担う。

ハ短調、4分の2拍子、ソナタ形式（提示部反復指定あり）。
「ジャジャジャジャーン」、もしくは「ダダダダーン」という有名な動機に始まる。これは全曲を通して用いられるきわめて重要な動機である。特に第1楽章は楽章全体がこの「ジャジャジャジャーン」という動機に支配されており、ティンパニも終始この動機を打つ。
冒頭の動機は演奏家の解釈が非常に分かれる部分である。ゆっくりと強調しながら演奏する指揮者もいれば、Allegro con brio（速く活発に）という言葉に従ってこの楽章の基本となるテンポとほぼ同じ速さで演奏する指揮者もいる。往年の大指揮者には前者の立場が多く、この演奏スタイルがいわゆる「ダダダダーン」のイメージを形成したと考えられる。しかし、近年では作曲当時の演奏スタイルを尊重する立場から後者がより好まれる傾向にある。ハインリヒ・シェンカーによると、この8音は全体でひとつの属和音のような機能を果たしており、最後のD音に最も重点があるとされている。
この動機を基にした主題を第1主題として、古典的なソナタ形式による音楽が展開される。第2主題は、ソナタ形式の通例に従い第1主題とは対照的な穏やかな主題が採用されている。ただし第2主題提示の直前に、ホルンが第2主題の旋律の骨格を運命の動機のリズムで提示することで第1主題部から第2主題部へのスムーズな連結が図られ、ふたつの主題を統制する役割を果たしている。また、第2主題においても運命の動機のリズムが対旋律としてまとわり付く。この楽章は動機の展開技法に優れたベートーヴェンの、最も緊密に構成された作品のひとつとなっている。
なお、ソナタ形式における提示部の繰り返しの有無は演奏家の解釈によってさまざまだが、この楽章の提示部の繰り返しが省略されることはほとんどない。例外として、ブルーノ・ワルターが反復せずに演奏している他、アルトゥーロ・トスカニーニの放送録音の中にも反復なしの演奏がある。
提示部では、第2主題が提示される直前に、ハ短調の主和音（C、Es、G）からC、Es、Ges、Aからなる減七の和音に移行し、それが変ホ長調のドッペルドミナントとして機能し、変ホ長調の属和音に解決して、第2主題がハ短調の平行長調の変ホ長調で現される。対して再現部では、対応する箇所で、ハ短調の主和音（C、Es、G）から同じ減七の和音に移行するが、Gesが異名同音のFisで表記され、今度はそれがハ長調のドッペルドミナントとして機能し、ハ長調の属和音に解決して、第2主題がハ短調の同主調、ハ長調で再現される。

### 第2楽章 Andante con moto
変イ長調、8分の3拍子、変奏曲。A-B-A'-B-A"-B'-A'"-A""-codaから成る緩徐楽章。
A（第1主題）はヴィオラとチェロで出る穏やかなもの。B（第2主題）は木管、続いて金管で歌われる力強いものである。A'で16分音符に分解された第1主題は、A"では、さらに32分音符に分解され、その流れに乗ってひとつの山場を築いたのち、木管による経過句が添えられる。短縮されたB'を経て、A'"では、変イ短調となって木管に出、続くA""の全奏で第1主題の変奏はクライマックスを迎える。ピウモッソで駆け足になってコーダに入るが、すぐにア・テンポとなり、第1主題の結尾部で敢然と締められる。
変奏の名手であったベートーヴェンは、優しさから力強さまで、主題に隠された要素を巧みに引き出している。同時期に書かれたピアノソナタ第23番「熱情」でも中間緩徐楽章は流麗な変奏曲であり、筆致に共通した点が読み取れる。
なおハ短調の作品の緩徐楽章に変イ長調を選択することはベートーヴェンにはよく見られることであり、ピアノソナタ第8番『悲愴』の第2楽章が非常に有名であるほか、ヴァイオリンソナタ第7番にも見られる。
見方によっては、ソナタ形式の要素も指摘される。上記A-B-A'-Bは提示部とそのリピート、A"-B'が自由な展開部、そして、A'"-A""はBを除した再現部である。
二重変奏曲の形式は、後に交響曲第9番の第3楽章でも利用されている。

### 第3楽章 Allegro. atacca
ハ短調、4分の3拍子、複合三部形式であり、スケルツォ - トリオ - スケルツォ - コーダという構成を採る。
チェロとコントラバスによる低音での分散和音のあとにホルンによって提示されるスケルツォの主題は、「運命の主題」の冒頭の休符を取り去り、スケルツォの3拍子にうまく当てはめたような形になっている。トリオではハ長調に転じ、チェロとコントラバスがトリオの主題を提示したあと、他の楽器がそれに重なっていく、フガートのスタイルをとっている。トリオのあと再びスケルツォに戻り、不気味なコーダから、アタッカで次の楽章に繋がってゆく。
ベルリオーズはこの楽章のトリオの部分を「象のダンス」と形容した。また演奏会でこの曲を聴いた子ども時代のロベルト・シューマンは、不気味なコーダの部分に差し掛かったときに、同伴していた大人に「とても怖い」と言ったと伝えられている。
なお、主部とトリオに反復指示のある版もあり、指示に従って繰り返して演奏される場合もある。1968年、ピエール・ブーレーズが弟子のカニジウス（Claus Canisius）の助言を受けて第3楽章トリオの後ダ・カーポ（最初から繰り返し）を行う五部形式をとった録音を行い、1977年にはペータース社からダ・カーポを採用したペーター・ギュルケ校訂の新版が刊行された。これは初版パート譜に断片的に残っている音形を元にしたものだが、初版刊行後に作成された筆写資料がダ・カーポ無しになっていることやベートーヴェンがダ・カーポの削除を指示した書簡も残っていることから、1990年代に入って刊行されたブライトコプフ社のクライヴ・ブラウン（Clive Brown）校訂による新原典版では「アド・リブ(任意)」とされ、2013年の新全集版でも括弧付き。ジョナサン・デル・マー校訂のベーレンライター版でも正式な採用はされていない。ただしフランツ・リストによるピアノ編曲版を演奏したグレン・グールドをはじめ、ベーラ・ドラホシュ、ノリントン、ホグウッド、アーノンクール、デル・マー版使用と銘打ったジンマンなどリピート採用の演奏がCDになっているケースは幾つもある。

### 第4楽章 Allegro - Presto
ハ長調、4分の4拍子、ソナタ形式（提示部反復指定あり）。第3楽章から続けて演奏される。
この楽章では楽器編成にピッコロ、コントラファゴット、トロンボーンが加わる。そのため色彩的な管楽器が増強され他の楽章に比べて響きが非常に華やかになっている。
第1主題はド・ミ・ソの分散和音をもとに構成されたシンプルなものである。第2主題は運命の動機を用いたもので、続く小結尾主題は力強いものとなっている。展開部は第2主題に始まり、新たな動機も加わり短いが充実した内容となっている。その後第3楽章が回想されるが、再び明るい再現部に入り、型どおりの再現の後、第二の展開部の様相を呈する長大なコーダに入る。コーダでは加速し「暗から明へ」における「明」の絶頂で華やかに曲を閉じる。ベートーヴェンの交響曲は比較的あっけない音で終わることが多いが、この第5では執拗に念を押し、彼の交響曲の中では唯一「ジャーン」とフェルマータの音で終わる。
なお提示部に反復の指示があるが、現在では反復されないことも多く、反復するかどうかは指揮者次第となっている。ただし、オーセンティックな演奏の影響が強まった20世紀終盤からは、反復されるケースが多くなっている。

## 学術的な問題
交響曲第5番について論じられた論文や書籍は非常に多い。ここでは特に学術的な議論の的になる代表的な点を挙げる。

### 運命の動機
ベートーヴェンの弟子のカール・チェルニーによれば、キアオジという鳥のさえずりがヒントだという。中期のピアノソナタ第18番、ピアノソナタ第23番『熱情』いずれにも現れている。ただし、第1主題として激しく現れるのは本作が初めてである。
なお、アントン・シントラーの伝記には以下のように記されている（注：シントラーが多数の記録の破棄、改ざん、捏造を行った事は周知の事実であり、彼の言葉の多くが現在では信用されていない）。
| 「 | 作曲家はこの作品の深みを理解する手助けとなる言葉を与えてくれた。ある日、著者の前で第1楽章の楽譜の冒頭を指差して、「このようにして運命は扉を開くのだ」という言葉をもってこの作品の真髄を説明して見せた。 | 」 |

運命の動機と関連する動機は、上述したほかの作品でも見られ、たとえばピアノ協奏曲第4番、弦楽四重奏曲第10番『ハープ』などがある。そのほか、同一のリズムや音形が楽章全体を支配する前例としてはピアノソナタ第17番『テンペスト』の第3楽章が有名である。
また、フルトヴェングラーは著書『音と言葉』の中で冒頭の5小節に関して、2小節目のフェルマータは一つの小節にかけられたものであるが、5小節目のフェルマータはタイでつながれた4小節目を含んだ2つの小節にわたってかけられたものであり、つまりこれは最初のフェルマータより後のフェルマータを長く伸ばすことを指示したものである、と分析している。他の同じ部分、例えば展開部の冒頭、そして終結部の終わりにも同じフェルマータの指示があるが、これは、この部分が作品全体に対しての箴言としての機能を果たすことを聴衆に叩き込むため、この部分を調和した一つの全体として、その他の作品の部分から切り離すためだったに違いない、と述べている。

### 第1楽章の第2主題の冒頭
第1楽章の第2主題の冒頭のホルン信号が楽器法においてよく問題になる。提示部ではホルンで演奏されるのに対して再現部ではファゴットで演奏されるように指定されていることをめぐって、再現部はファゴットで演奏されるべきかホルンで演奏されるべきかで意見が分かれている。
ホルンで演奏されるべきだと主張する意見の根拠は、「当時のEs管ホルンでは再現部のホルン信号は演奏困難であったため、ベートーヴェンは音色が似通っているファゴットで代用した。しかし楽器が発達した現代ではこの代用は不要である」ということを挙げる者が多い。
一方、ファゴットで演奏されるべきだと主張する意見の根拠は、「ベートーヴェン自身が書いた音符を尊重すべきである」「Es管ホルンで演奏困難なのは事実だが、C管ホルンに持ち替えさせれば容易に演奏できる（実際ベートーヴェンは、交響曲第3番の第1楽章再現部と第4楽章のごく一部で、ヘ長調のソロを吹く1番ホルンに対して「ここだけEs管からF管に持ち替えよ」という指示をしている）。第4楽章で歓喜を表現するために、わざわざ当時珍しい楽器だったピッコロやトロンボーンを導入した作曲家が、これほど重要な箇所で中途半端な妥協をしたとは考えにくい」などのものがある。
現在では、音色の違うファゴットをあえてベートーヴェンが指定したものと解釈し、そのままファゴットに演奏させることが多い。

### 調性
ベートーヴェンの選んだハ短調という調性はベートーヴェンにとって特別な意味を持つ調性であるといわれ、それらの作品はみな嵐のようでかつ英雄的な曲調という共通点を持つといわれる。有名な例としてはピアノソナタ第8番『悲愴』、ピアノソナタ第32番、ピアノ協奏曲第3番、弦楽四重奏曲第4番、ヴァイオリンソナタ第7番、序曲『コリオラン』、交響曲第3番『英雄』の葬送行進曲などがある。

## 出版
楽譜の初版はブライトコプフ・ウント・ヘルテル社より出版された。20世紀末までに出版された原典版～ブラウン校訂によるブライトコプフ社新版、デルマー版、ギュルケ版については既述。
ヘンレ社から刊行されている『新ベートーヴェン全集』では、5番と6番の校訂を児島新が担当していたが、児島は1983年に死去。1996年に一度発刊が予告されたものの新資料の発見で再校訂が必要となり出版は中断、長年5番と6番の巻は校訂者未定のままであったが、2007年になってようやくベートーヴェン研究所のイェンス・ドゥフナーに決定。2013年末に5・6番が交響曲第3巻として刊行された。ヘンレ社ではこの新版を第1楽章のみ無料公開している。

## 逸話
- 「ダダダダーン」のリズム（・・・-）がモールス符号ではVに当たることから、第二次世界大戦中、BBCではこれを victory の頭文字として放送開始時にこの曲を放送していた。ほぼ同じ理由で、アルトゥーロ・トスカニーニはイタリアが降伏した1943年9月9日の放送ではNBC交響楽団とともに第1楽章だけを演奏し、「残りはドイツが降伏してから」と予告。そしてドイツが降伏した1945年5月8日の放送で全曲を演奏している。
- 日本では通俗的に、「ダダダダーン」のフレーズがおしおきの前兆など「不幸の訪れ」の表現として冗談や漫画などに広く使われる（例えば、アニメ『ヤッターマン』の「ママより怖いおしおきタイム」で、ドクロベーが「ミュージック」とコールしたときに流れる「おしおきファンファーレ」）。同様の使われ方をする楽曲として、ヨハン・ゼバスティアン・バッハのトッカータとフーガニ短調 やフレデリック・ショパンのピアノソナタ第2番『葬送』第3楽章があげられる。
- 1977年にNASAが打ち上げたボイジャー1号とボイジャー2号には、宇宙人へのプレゼントとして銅製のレコード（ボイジャーのゴールデンレコード）が積み込まれているが、この曲の第1楽章も収録されている[5]。
- 第2楽章が一種のレクイエムとして単独で演奏されることも稀にあり、第二次世界大戦中のスターリングラード攻防戦終結を告げるドイツ側の放送でこの楽章が流されている。[要出典]
- 日本の作曲家・吉松隆が2001年に作曲した『交響曲第5番』は、本曲の番号と共に、本曲の「冒頭のリズムで始まり、ハ長調で終わる」というコンセプトを基に作曲されている。
- コナミのガンシューティングゲーム、『狙撃/SOGEKI』(サイレントスコープシリーズの外伝的作品)に於いて、最終ボスが核ミサイルの発射コードにこの楽曲を使っていて、ピアノで演奏している。プレイヤーである狙撃兵は30秒以内にボスの頭を1発で撃ち抜かなくてはならない。また、デモ画面のBGMでも使われている。
- ライトノベルの作品の1つである「乙女ゲームの破滅フラグしかない悪役令嬢に転生してしまった…」がアニメ化された際にオープニングである「乙女のルートはひとつじゃない!」にフレーズである「ダダダダーン」を使用している。
- 戦争映画「史上最大の作戦」においても、冒頭のタイトルが出てくる場面にも同様のフレーズが使用されている。
- 爆竜戦隊アバレンジャーにこの曲をモチーフとするキャラクターが登場する。